# ウチェブニー (飛行船)

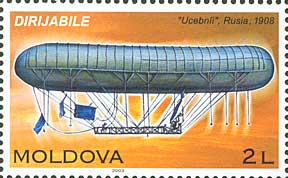
Учебный

ウチェブニー（Utschebny、ロシア語：Учебный、「練習号」）はロシアで作られた最初の飛行船である。1908年、А. И. Шабскогоによって製作され、飛行に成功した。
40mほどの全長で、6.5mの直径の飛行船には木製のゴンドラが吊るされ、自動車用のエンジンでプロペラを駆動した。1908年8月28日、3人の乗員を乗せて800mまで上昇し、21.6kmの速度で3時間の飛行を行った。さらに気嚢の容量をまして出力の高いエンジンに変更し、プロペラを変更されたが、1909年の末までで開発は中止された。ロシア軍はフランスからルボーディの飛行船を購入することになった。

## 要目
- 乗員: 3名
- 全長: 40 m
- 直径; 6.55 m
- 気嚢容積: 110 m3
- 有効浮力: 250 kg
- エンジン出力 1 ×12 hp

- 最大速度: 21.6 km/h